# Ulrik Al Brask
Ulrik Al Brask er en dansk filmklipper og filminstruktør.

## Filmografi
- Vejen er lang - om Kvindebevægelsens historie (2016)
- Lov og orden i Christiania 2 (2003)
- The mulatto (1998)
- Technomania (1996)
- Urban dissonance (1994)
- Flat against the wall (1993)
- Shooting script - a transatlantic love story (1992)
- Disjointed Memovision (1992)
- Byens udkant (1992)
- Lovers in limbo (1991)
- Star dog (1991)
- Seaside picnic (1991)
- Kropschen part 1 (1990)
- Miss Lola (1990)
- Tremens Factus Sum (1990)
- Sibylla (1990)
- Prayers To Broken Stone (1990)
- Det russiske alfabet (1990)
- The Pulse Of Moscow (1990)
- Nærbillede (1990)
- Stumfilm i et køleskab (1990)
- Mikkel Nordsø Band (1990)
- Scratch ¿ Danske videoeksperimenter 2 (1990)
- The nightride (1989)
- A motherly peepshow (1989)
- Hov! (famous last words) (1989)
- Menschen (1989)
- Some Men... (1989)
- Supercop (1989)
- Tornio voyageurs (1989)
- Triptykon (1989)
- David Moss - take me away (1989)
- Johnny (1988)
- Den døde nabokone (1988)
- Bøssehuset live (1988)
- View of a Queen (1988)